# Ikki Kajiwara
Ikki Kajiwara (梶原 一騎, Kajiwara Ikki, Kitakyushu, 4 september 1936 – Tokio, 21 januari 1987) was een Japans schrijver, mangaka en filmproducent. Hij stond ook bekend onder zijn pseudoniem Asao Takamori (高森 朝雄, Takamori Asao). Kajiwara's echte naam was Asaki Takamori (高森 朝樹, Takamori Asaki). Hij gebruikte twee verschillende pseudoniemen omdat hij voor twee rivaliserende tijdschriften manga tekende. Kajiwara is voornamelijk bekend voor zijn manga over sport en gevechtskunsten vol jonge, heroïsche mannen. Hij beschouwde de manga Tiger Mask en Star of the Giants als zijn magnum opus.
Kajiwara was getrouwd met Pai Bing-bing. Hun dochter, Pai Hsiao-yen, werd gekidnapt, gefolterd en vermoord in 1997.

## Oeuvre

### Manga
- Ai to Makoto (tekeningen van Takumi Nagayasu)
- Asahi no Koibito (als Asao Takamori, tekeningen van Eiji Kazama)
- Ashita no Joe (tekeningen van Tetsuya Chiba)
- Akaki Chi no Eleven (tekeningen van Mitsuyoshi Sonoda)
- Champion Futoshi (tekeningen van Tatsuo Yoshida)
- Judo Icchokusen (tekeningen van Shinji Nagashima)
- Karate Baka Ichidai (tekeningen van Jiro Tsunoda en Joya Kagemaru)
- Karate Jigokuhen (tekeningen van Ken Nakajo)
- Kick no Oni (tekeningen van Ken Nakajo)
- Kurenai no Chosensha (als Asao Takamori, tekeningen van Ken Nakajo)
- Star of the Giants (tekeningen van Noboru Kawasaki)
- Ningen Kyoki (tekeningen van Yasuo Nakano)
- Otoko Michi (tekeningen van Takao Yaguchi)
- Otoko no Joken (tekeningen van Noboru Kawasaki)
- Otoko no Seiza (tekeningen van Kunichika Harada)
- Pro Wrestling Superstar Retsuden (tekeningen van Kunichika Harada)
- Samurai Giants (tekeningen van Ko Inoue)
- Shikakui Jungle (als Asao Takamori, tekeningen van Ken Nakajo)
- Shin Karate Jigokuhen (tekeningen van Ken Nakajo)
- Tiger Mask (tekeningen van Naoki Tsuji)
- Tiger Mask 2nd (tekeningen van Junichi Miyata)
- Yuuyake Banchou (tekeningen van Toshio Shoji)

- Bibliothèque nationale de France: cb16227054c (data)
- CiNii: DA10268746
- International Standard Name Identifier: 0000 0000 8370 8557
- Library of Congress Control Number: nr98029266
- MusicBrainz: c362bdca-fd70-4cdb-8771-1cb04b95b9f5
- Bibliotheek van het Japanse parlement: 00030206
- Istituto Centrale per il Catalogo Unico: UBOV676966
- Système universitaire de documentation: 16083175X
- Virtual International Authority File: 34372047
- WorldCat: E39PBJdwYRRcHrx9jjpVYFFdwC